# Bleda (geslacht)
Bleda  (blada's) is een geslacht van zangvogels uit de familie buulbuuls (Pycnonotidae).

## Soorten
Het geslacht kent de volgende soorten:
- Bleda canicapillus  – Grijskopblada
- Bleda eximius  – Groenstaartblada
- Bleda notatus  – Kleine groenstaartblada
- Bleda ugandae  – Geeloogblada
- Bleda syndactylus  – Roodstaartblada